# Ernst von Jagow

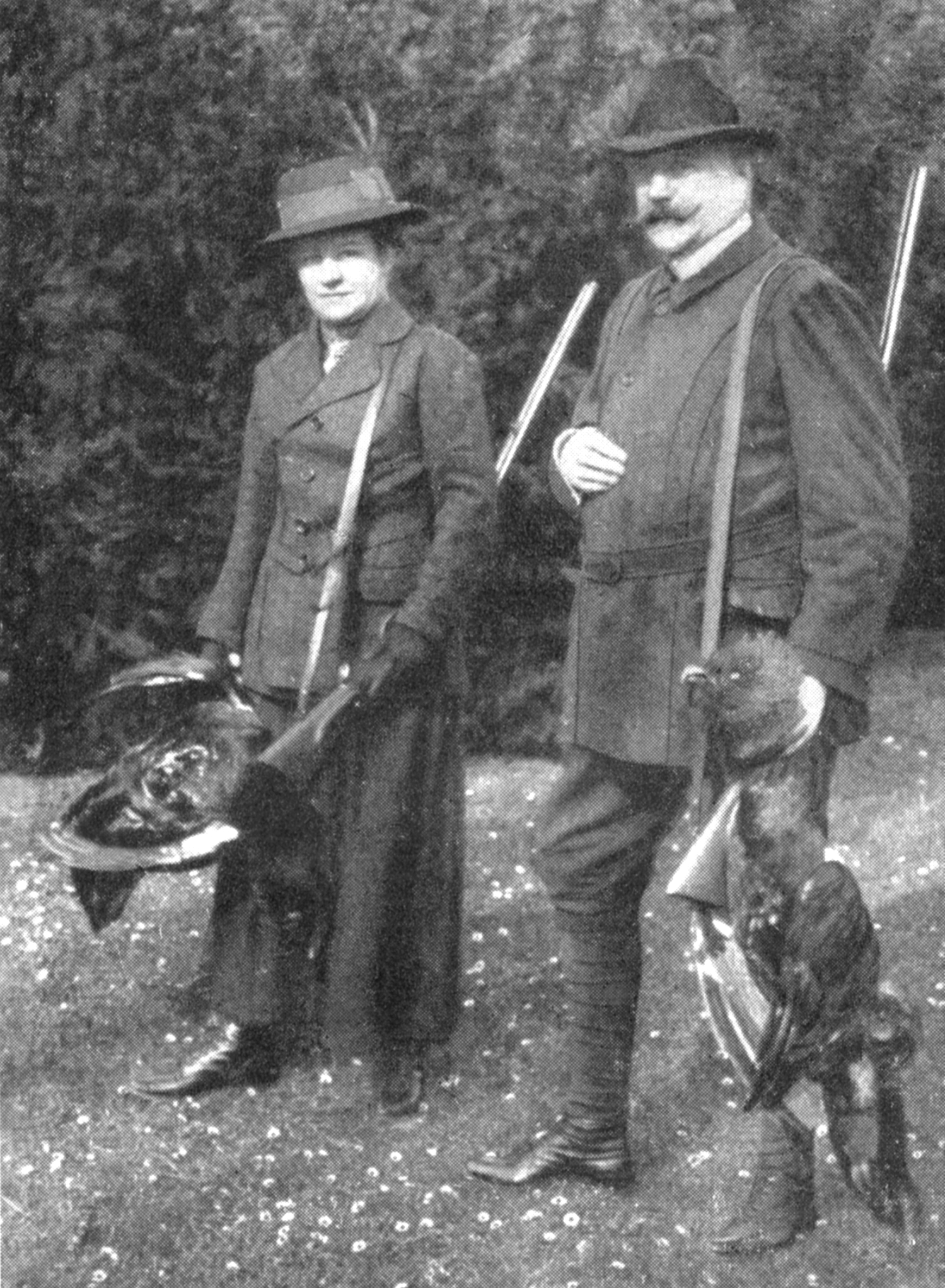
Ernst von Jagow und seine Ehefrau Helene bei der Jagd auf Auerhahn (1915)

Ernst Ludwig von Jagow (* 6. November 1853 auf Schloss Calberwisch in Düsedau, Altmark; † 19. April 1930 in Brandenburg (Havel)) war ein deutscher Verwaltungsjurist, königlich preußischer Wirkl. Geh. Rat und Oberpräsident in der Provinz Westpreußen.

## Leben
Ernst von Jagow war ein Sohn des Gutsbesitzers Eduard Ernst Alexander Leopold von Jagow (1804–1874), Gutsherr auf Calberwisch und Uchtenhagen (beide Landkreis Osterburg), und der Bernhardine, geborene von Kalben (1822–1900).
Sein Onkel war Friedrich von Jagow und sein Großvater Wilhelm von Jagow. Sein ältester Bruder war Bernhard von Jagow. Ein anderer Bruder, Eduard Georg von Jagow (* 1850), war mit einer Tochter des Generals Ewald Christian Leopold von Kleist (1824–1910) verheiratet.
Von 1866 bis 1871 machte er sein Abitur auf der Ritterakademie zu Brandenburg. Bekannte Mitschüler waren unter anderem Franz von Veltheim Fürst und Herr zu Putbus und Friedrich Wilhelm von Loebell, auch sein Bruder Eduard besuchte zeitgleich die altehrwürdige Schuleinrichtung des preußischen Adels. 1881 trat Jagow in den Verwaltungsdienst des preußischen Staates und arbeitete als Regierungsassessor in Hannover und Liegnitz. 1886 wurde er Landrat des Kreises Osterburg, wie schon sein Großvater Wilhelm von Jagow und sein Onkel Friedrich von Jagow. Seit 1893 Oberpräsidialrat der Provinz Posen, wurde er 1895 Regierungspräsident des Regierungsbezirks Posen. Von 1901 bis 1905 bekleidete er das Amt des Regierungspräsidenten in Marienwerder; im Anschluss folgte bis 1919 seine Verwendung als Oberpräsident der Provinz Westpreußen.
Von 1889 bis 1901 war er Mitglied des Preußischen Abgeordnetenhauses für den Wahlkreis Magdeburg 2 (Osterburg – Stendal). Wegen seiner Beförderung zum Oberpräsidenten von Westpreußen legte er sein Mandat nieder. Ebenfalls seit 1889 war Jagow Mitglied im Johanniterorden, Rechtsritter dann 1898, größtenteils und berufsbedingt in der Posener Genossenschaft organisiert.
Nach dem Ersten Weltkrieg war er nach 1919 Domherr des Domstifts Brandenburg und wohnte mit dem exklusiven Recht in dieser Phase auf der Dominsel, Burghof 10.

## Familie

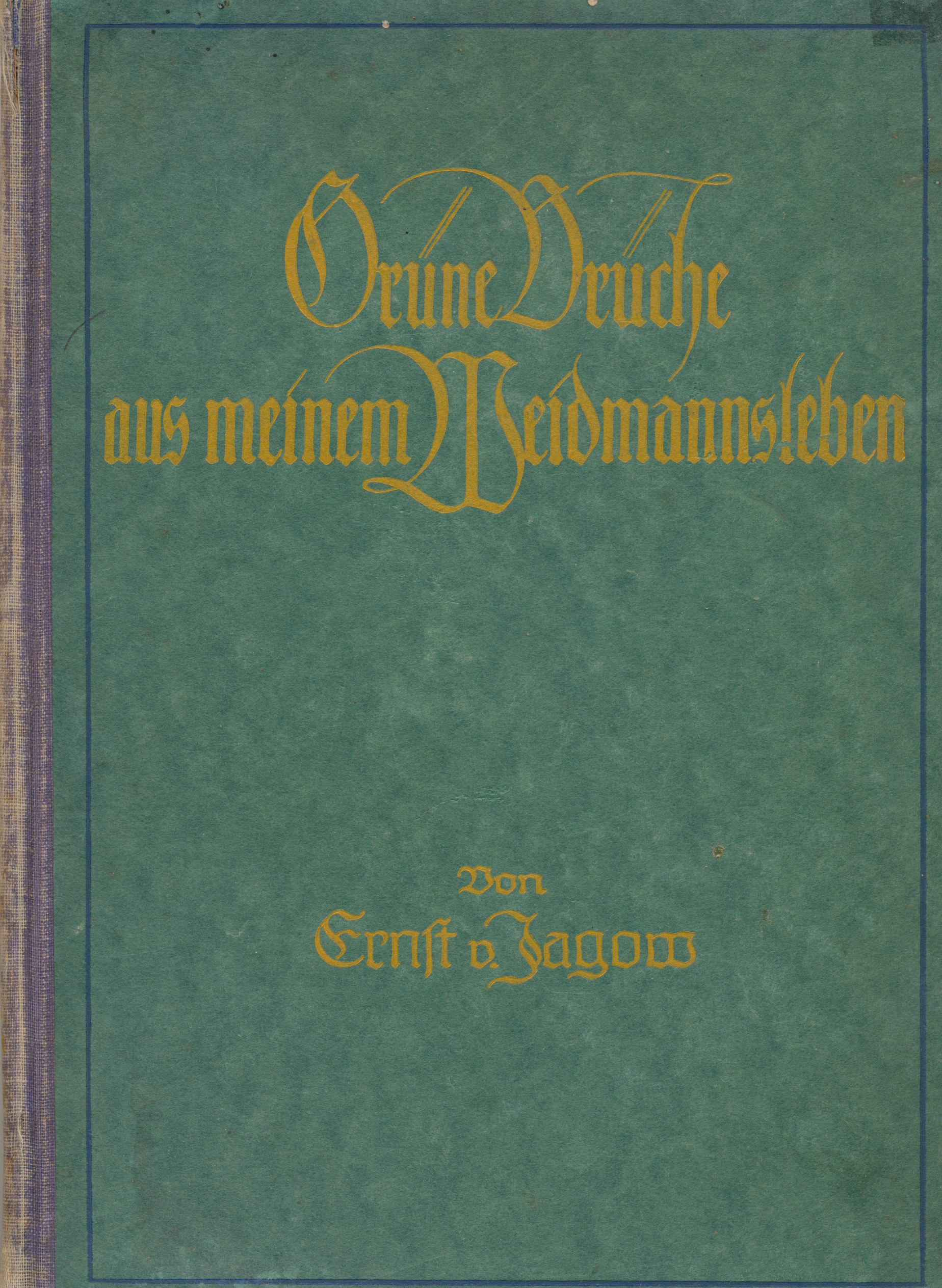

Ernst von Jagow entstammte dem alten altmärkischen Adelsgeschlecht derer von Jagow; er hinterließ nach seinem Tod im Jahr 1930 seine Ehefrau Helene, geb. von Enckevort (1870–1941), die Tochter des Adrian von Enckevort auf Vogelsang und seiner Ehefrau Hildegard, geb. von Borcke. Helene hatte Ernst von Jagow – nach ihrer Scheidung im Jahr 1899 von Max Georg Theodor Freiherr von Puttkamer – in zweiter Ehe am 4. Juni 1901 in Berlin geheiratet und brachte ihre sechsjährige Tochter Dolly Maxa von Puttkamer mit in die Ehe; eine zweite Tochter aus erster Ehe war im Jahr 1894 im ersten Lebensjahr verstorben. In erster Ehe war er mit Hertha Elisabeth Klara von Polenz (1856–1898) verheiratet.

## Werke
- Grüne Brüche aus meinem Weidmannsleben. Verlagsbuchhandlung von J. J. Weber, Leipzig 1922.